# Carl Erik Källström
Carl Erik Källström, född 4 februari 1827 i Falun, död 20 december 1893 i Falun, var en svensk fotograf, stadskassör konstnär, grafiker och teckningslärare.
Carl Erik Källström var son till en gruvarbetare i Falun. Han slutade skolan 1841 och började samma år som skrivare hos lagmannen Nils Callerholm i Hedemora, där han stannade till 1849. I början av 1850-talet anställdes han vid Stora Bergslagets kontor i Falun och var vägare vid Kopparvågen i Falun 1855–1874. Från 1857 var han syssloman och kassör vid Falu stads fattigvård, och från 1872 sekreterare och räkenskapsförare vid skolrådet. Från 1858 var han även teckningslärare vid Högre elementarläroverket i Falun, vid fröken Adelaide Lindfors läroanstalt för flickor och vid Elementarläroverket för flickor på Valhalla. Genom stöd från privatpersoner i Falun fick Källström möjlighet att söka och komma in vid Konstakademien. Pengarna räckte dock endast en kort tid och efter tre månader måste han avbryta sina studier.
Det är oklart när Källström öppnade sin fotografiska ateljé i Falun, men åtminstone 1865 var han i gång. Då Elise Arnberg flyttade till Stockholm 1867 övertog han hennes ateljé och drev under en tid två fotografiska ateljéer. I början av 1871 hade han dock övergett fotograferandet och överlåtit sin ateljé.
Han utförde ett flertal porträtt och landskapsmålningar från Dalarna med avbildningar av bland annat Leksands kyrka. Källström är representerad vid Leksands museum.  
Han var från 1862 gift med Amalia Josefina Hedman från Hedemora och blev far till åtta barn, däribland Erik Källström. 